# Sverige i olympiska vinterspelen 1960
Sverige i olympiska vinterspelen 1960.

## Svenska medaljörer

### Skidor, nordiska grenar

#### Herrar
- 15 km
  - Sixten Jernberg, silver
- 30 km
  - Sixten Jernberg, guld
  - Rolf Rämgård, silver
- 50 km
  - Rolf Rämgård, brons

#### Damer
- 3 x 5 km
  - Irma Johansson/ Britt Strandberg/ Sonja Ruthström (tid. Edström), guld

### Skidskytte
- Klas Lestander, guld

### Skridskor
- 10 000 m
  - Kjell Bäckman, brons